# Tomás Gregorio Camacho
Tomás Gregorio Camacho Betancor (San José de Mayo, 16 de febrero de 1868-Salto, 29 de mayo de 1940
fue un sacerdote católico uruguayo, primer obispo de la Diócesis de Salto.